# Легва (Ткибульский муниципалитет)
Легва (груз. ლეღვა) — село в Грузии, на территории Ткибульского муниципалитета края (мхаре) Имеретия.

## География
Село находится в западной части Грузии, на левом берегу реки Цкалцителы, на расстоянии 14 километров к западу от города Ткибули, административного центра муниципалитета. Абсолютная высота — 352 метра над уровнем моря.

## Население
По результатам официальной переписи населения 2014 года, в Легве проживало 118 человек (54 мужчины и 64 женщины). В национальной структуре населения грузины составляли 99,2 %, белорусы — 0,8 %.
| Год  | Население, человек |
| ---- | ------------------ |
| 2002 | 163                |
| 2014 | ↘ 118              |